# Bobowo
Bobowo [bɔˈbɔvɔ] (kaschubisch Bòbòwò, deutsch Bobau, 1939–42 Dietersfelde) ist ein Dorf der Stadt-und-Land-Gemeinde Bobowo im Powiat Starogardzki (Preußisch Stargard) der Woiwodschaft Pommern, Polen. Es hat 1271 Einwohner.
Wahrzeichen des Orts ist die Kirche św. Wojciecha w Bobowie.

## Geographische Lage
Bobowo liegt an der Provinzstraße Nr. 222 und an der Strecke der (derzeit stillgelegten) Eisenbahnlinie Nr. 243 Starogard Gdański–Skórcz. Es liegt ungefähr 10 km südlich von Starogard Gdański und 54 km südlich der Regionalhauptstadt Danzig. Das Dorf befindet sich in der ethnokulturellen Region Kociewie in der historischen Region Pommern.
Die Węgiermuca (Wengermuz, Wengermutza), ein kleiner Fluss des Weichselbeckens und rechter Nebenfluss der Wierzyca (Ferse), fließt durch das Dorf.

## Geschichte

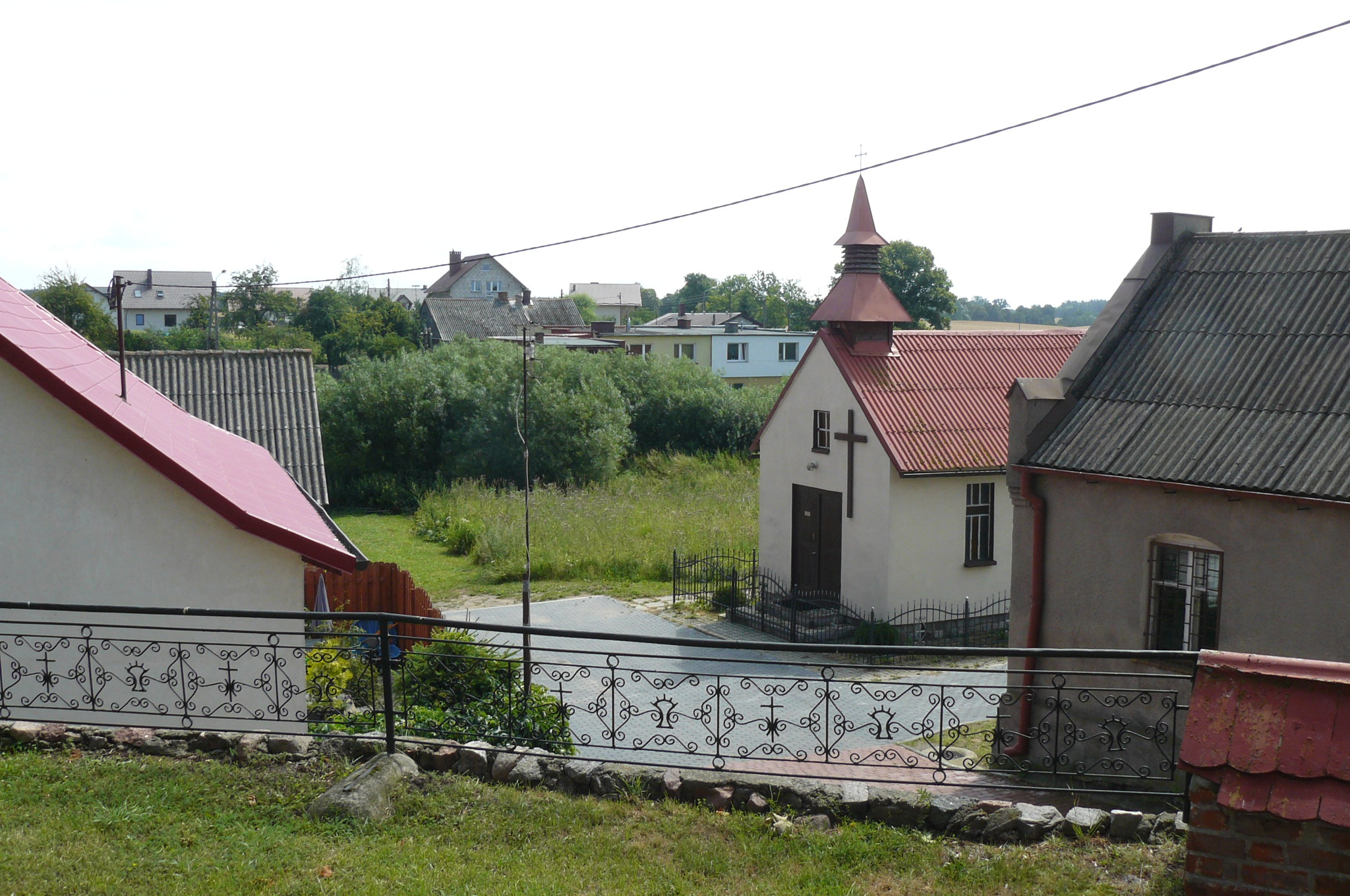
Ortspartie mit der denkmalgeschützten Kirche św. Wojciecha w Bobowie

Bobowo war ein königliches Dorf der polnischen Krone, das heute administrativ im Landkreis Tczew in der Woiwodschaft Pommern liegt. Es ist zudem ein altes Bauerndorf, welches schon in der Handfeste von Weysenwald oder Wisoka 1352 unter dem Namen „Babau“ als Grenzbezeichnung genannt wird. Im Dreizehnjährigen Krieg wurde Bobowo durch den Hauptmann von Mewe, Michael Silstow, 1507 verwüstet und wiederum besetzt. In den Schwedisch-Polnischen Kriegen hatte der Ort „aufs Neue viel Ungemach zu erleiden“.
Die historische Kirche St. Adalberti mit einem Glockenturm aus dem Ende des 13. Jahrhunderts, der 1700 und 1909 bis 1911 wiederaufgebaut wurde, ist in die Denkmalliste eingetragen (Nr. dec. 234 von 1962).
1309 gelangte Pommerellen in den Besitz des Deutschen Ordens und somit zum Deutschordensstaat Preußen, der das Gebiet 1466 als Königliches Preußen an die Krone Polens abtreten musste. Von der Reformation blieb dieser Teil Pommerellens weitgehend unbeeinflusst, lediglich einige Mennoniten siedelten ab dem 17. Jahrhundert in der Gegend, sie verließen aber Westpreußen zwischen 1772 und 1870 wieder.
1664 gehörte das königliche Dorf Bobowo zum Starostwo Gniew. Durch die erste polnische Teilung von 1772 wurde Bobowo Teil des Königreichs Preußen.
Trotz der Teilung blieb das Dorf im 19. Jahrhundert ein lokales polnisches Zentrum. In Bobowo gab es polnische Organisationen, darunter eine 1866 gegründete Bank. Es handelte sich dabei um die erste Volksbank in Pommerellen, deren Sitz später nach Skórcz verlegt wurde. Erwähnenswert ist auch die Landwirtschaftliche Gesellschaft (landwirtschaftlicher Kreis), die ebenfalls 1866 gegründet wurde und eine der ältesten im Stargarder Raum ist.
Laut einem Hinweis in der Zeitschrift Euterpe wurde der Orgelbaumeister Carl Schuricht (1832–1890) aus Danzig nach Bobowo geholt, um einen Neubau der Kirchenorgel vorzunehmen. Dazu heißt es:

„Neubau einer Orgel in der katholischen Kirche zu Bobau, Kreis Stargard in Westpreußen,
ausgeführt von dem Orgelbaumeister Schuricht aus Danzig.
Durch vollständigen Verfall der alten Orgel in Bobau sah die Gemeinde sich genöthigt, bei der Königl. Hochlöblichen Regierung zu Danzig um ein neues Werk einzukommen, und wurde dieser Bau von Seiten der genannten Behörde dem Orgelbaumeister C. Schuricht übertragen. [...]“

Infolge eines Brandes im Sommer 1906 und des anschließenden Wiederaufbaus, der bis 1911 dauerte, veränderte sich das Erscheinungsbild der St.-Adalberti-Kirche erheblich.
Nach der Verkündung der polnischen Unabhängigkeit im November 1918 wurde die Gemeindeverwaltung reorganisiert. Am 10. Januar 1920 wurde der gesamte Amtsbezirk Bobau als Teil des so genannten Polnischen Korridors an Polen abgetreten.

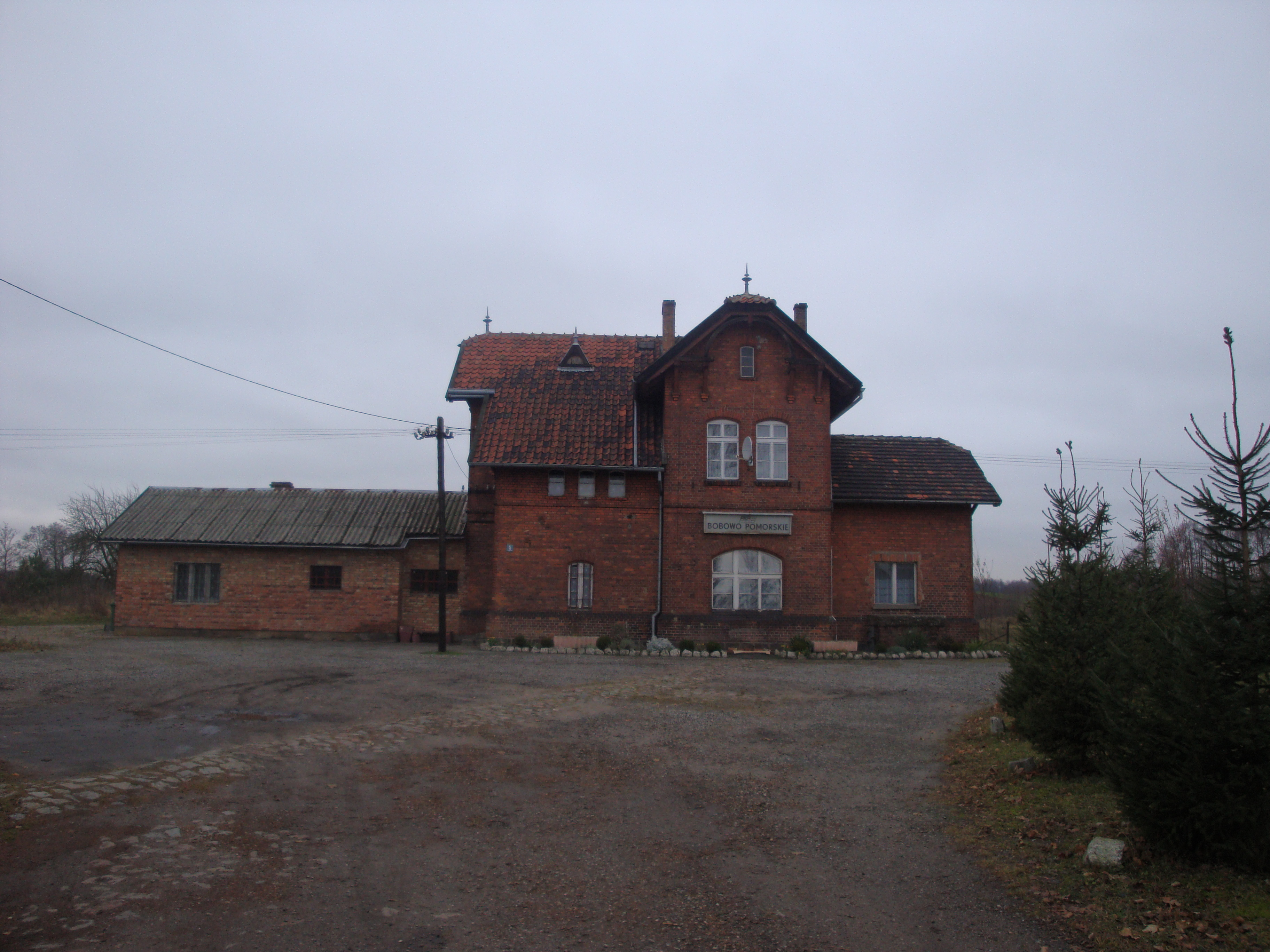
Der stillgelegte Bahnhof von Bobowo

Während der deutschen Besetzung Polens verübten deutsche Soldaten im Oktober 1939 ein Massaker an sieben polnischen Dorfbewohnern. Die örtlichen Lehrer gehörten zu den polnischen Lehrern, die am 20. Oktober 1939 im Zuge der sog. Intelligenzaktion Pommern im Wald bei Szpęgawsk ermordet wurden. Dutzende polnischer Familien wurden in das Generalgouvernement ausgewiesen, wegen Zwangsarbeit nach Deutschland deportiert oder neuen deutschen Kolonisten als Zwangsarbeiter zugeteilt.
Im Zeitraum 1975–1998 gehörte Bobowo zur Woiwodschaft Danzig.

## Persönlichkeiten
- Johann Radtke (* 10. August 1830), Kaufmann und Ratsherr zu Preußisch Stargard, Gutsbesitzer zu Bobau
- Siegfried Krefft (* 6. April 1916 in Bobau), Rechtsmediziner und Hochschullehrer